# Тотеа (Горж)
Тотеа (рум. Totea) насеље је у Румунији у округу Горж у општини Ликуричи. Oпштина се налази на надморској висини од 281 m.

## Становништво
Према подацима из 2002. године у насељу је живело 879 становника, од којих су сви румунске националности.